# Temporada da NFL de 1962
A Temporada de 1962 da NFL foi a 43ª temporada regular da National Football League.     Após um forte lobby do Congresso dos Estados Unidos em Pete Rozelle, comissário da NFL, quanto a criação de uma regra de transmissão de forma geral, este finalmente fora criado. Em 1962, a Columbia Broadcasting System (CBS) assinou um contrato único de US$9,3 Milhões com a NFL para adquirir o direito de transmissão de todas as partidas da temporada regular da liga por dois anos.
As quantias adquiridas seriam distribuídas igualmente entre as franquias, não havendo mais disparidades quanto ao repasse das verbas. Outro ponto do acordo era que cada uma das equipes possuiria sua própria equipe de comentaristas na CBS. Dentre os patrocinadores que apareciam nas transmissões estavam a Marlboro, Ford e Pepsi.
Por outro lado os direitos de transmissão da final da liga, o championship game ainda era pertencente a NBC pelo oitavo ano consecutivo. A partida de definição do terceiro lugar da temporada, criado em 1960, Playoff Bowl, teve pela terceira vez transmissão da CBS.
Por fim, quanto a temporada, esta se encerrou em 30 de Dezembro de 1962 em um reencontro entre New York Giants e Green Bay Packers no championship game, disputado no Yankee Stadium no Bronx, Nova Iorque, a partida terminou novamente com uma vitória do Packers por 16 a 7.

## Draft
O Draft para aquela temporada foi realizado nos dias 4 de Dezembro de 1961, no Sheraton Chicago Hotel, em Chicago, Illinois. E, com a primeira escolha, o Washigton Redskins selecionou o defensive back, Ernie Davis da Universidade de Syracuse.

## Classificação Final
Assim ficou a classificação final da National Football League em 1961:
P = Nº de Partidas, V = Vitórias, D = Derrotas, E = Empates, PCT = Porcentagem de vitória, DIV = Recorde de partidas da própria divisão, PF = Pontos a favor, PA = Pontos contra
| NFL Eastern Conference |    |    |   |      |       |     |     |
| Time                   | V  | D  | E | PCT  | DIV   | PF  | PC  |
| New York Giants        | 12 | 2  | 0 | .857 | 10–2  | 398 | 283 |
| Pittsburgh Steelers    | 9  | 5  | 0 | .643 | 8–4   | 312 | 363 |
| Cleveland Browns       | 7  | 6  | 1 | .538 | 6–5–1 | 291 | 257 |
| Washington Redskins    | 5  | 7  | 2 | .417 | 4–6–2 | 305 | 376 |
| Dallas Cowboys         | 5  | 8  | 1 | .385 | 4–7–1 | 398 | 402 |
| St. Louis Cardinals    | 4  | 9  | 1 | .308 | 4–7–1 | 287 | 361 |
| Philadelphia Eagles    | 3  | 10 | 1 | .231 | 3–8–1 | 282 | 356 |

| NFL Western Conference |    |    |   |      |        |     |     |
| Time                   | V  | D  | E | PCT  | DIV    | PF  | PC  |
| Green Bay Packers      | 13 | 1  | 0 | .929 | 11–1   | 415 | 148 |
| Detroit Lions          | 11 | 3  | 0 | .786 | 10–2   | 315 | 177 |
| Chicago Bears          | 9  | 5  | 0 | .643 | 8–4    | 321 | 287 |
| Baltimore Colts        | 7  | 7  | 0 | .500 | 5–7    | 293 | 288 |
| San Francisco 49ers    | 6  | 8  | 0 | .429 | 5–7    | 282 | 331 |
| Minnesota Vikings      | 2  | 11 | 1 | .154 | 1–10–1 | 254 | 410 |
| Los Angeles Rams       | 1  | 12 | 1 | .077 | 1–10–1 | 220 | 334 |

## Playoffs

### Championship Game (Jogo do Título)
O jogo do título foi disputado pelo segundo ano consecutivo em 30 de Dezembro de 1962 e terminou com outra vitória do Green Bay Packers por 16 a 7 em cima do New York Giants, no Yankee Stadium no Bronx, Nova Iorque.

### Playoff Bowl
A terceira edição da disputa de terceiro lugar da NFL - Playoff Bowl - ocorreu no Orange Bowl em Miami, Flórida entre as equipes classificadas em segundo lugar em cada conferência: Pittsburgh Steelers e Detroit Lions. O grande vencedor foi o Lions, por 17 a 10.

## Líderes em estatísticas da Liga
| Estatística                                  | Nome            | Equipe              | Total |
| -------------------------------------------- | --------------- | ------------------- | ----- |
| Passando                                     |                 |                     |       |
| Jardas de Passe                              | Sonny Jurgensen | Philadelphia Eagles | 3261  |
| Passes para TD                               | Y.A. Tittle     | New York Giants     | 33    |
| % de Passes Completos                        | Bart Starr      | Green Bay Packers   | .625  |
| Correndo                                     |                 |                     |       |
| Jardas Corridas                              | Jim Brown       | Cleveland Browns    | 1474  |
| Corridas para TD                             | Jim Taylor      | Green Bay Packers   | 19    |
| Recebendo                                    |                 |                     |       |
| Jardas Recebidas                             | Bobby Mitchell  | Washigton Redskins  | 1384  |
| Nº de Recepções                              | Bobby Mitchell  | Washigton Redskins  | 72    |
| Recepções para TD                            | Frank Clarke    | Dallas Cowboys      | 14    |
| Defesa                                       |                 |                     |       |
| Interceptações                               | Willie Wood     | Green Bay Packers   | 9     |
| Times Especiais                              |                 |                     |       |
| Média de Punt                                | Tommy Davis     | San Francisco 49ers | 45.6  |
| Números coletados do Pro Football Reference. |                 |                     |       |

## Prêmios

### Jogador Mais Valioso
| Prêmio                       | Premiado     | Posição | Franquia          | Ref    |
| ---------------------------- | ------------ | ------- | ----------------- | ------ |
| AP NFL Jogador Mais Valioso  | Paul Hornung | HB      | Green Bay Packers | [ 11 ] |
| UPI NFL Jogador Mais Valioso | Y. A. Tittle | QB      | New York Giants   | [ 12 ] |
| NEA NFL Jogador Mais Valioso | Jim Taylor   | FB      | Green Bay Packers | [ 13 ] |
| Jim Thorpe Trophy            | Jim Taylor   | FB      | Green Bay Packers | [ 14 ] |

### Treinador do Ano
| Prêmio                  | Premiado      | Franquia        | Ref    |
| ----------------------- | ------------- | --------------- | ------ |
| AP NFL Treinador do Ano | Allie Sherman | New York Giants | [ 15 ] |

### Calouro do Ano
| Prêmio                | Premiado   | Posição | Franquia      | Ref    |
| --------------------- | ---------- | ------- | ------------- | ------ |
| AP NFL Calouro do Ano | Mike Ditka | TE      | Chicago Bears | [ 16 ] |

## Troca de Treinadores

### Fora de Temporada
- St. Louis Cardinals: Wally Lemm se tornou o novo treinador da equipe. Pop Ivy renunciou após 12 jogos em 1961. Chuck Drulis, Ray Prochaska e Ray Willsey serviram como co-treinadores nos dois jogos finais da temporada de 1961.[17]

### Temporada
- Los Angeles Rams: Bob Waterfield renunciou após oito jogos e foi substituído por Harland Svare.[18]

## Biografia
- NFL Record and Fact Book (ISBN 1-932994-36-X)
- NFL History 1931–1940 (Last accessed December 4, 2005)
- Total Football: The Official Encyclopedia of the National Football League (ISBN 0-06-270174-6)